# Stopplaats Mereveldscheweg
Stopplaats Mereveldscheweg is een voormalige stopplaats aan de Spoorlijn Utrecht - Boxtel (Staatslijn H). De stopplaats werd geopend in 1893 en gesloten in 1928. Stopplaats Mereveldscheweg was gelegen aan de gelijknamige Merevelds(ch)eweg die van het zuiden van de stad Utrecht naar de gemeente Houten loopt.
De naam van dit station lijkt veel op de naam van Stopplaats Meerveldscheweg aan spoorlijn Utrecht-Arnhem.